# アステル北陸
アステル北陸とは、
- かつて北陸地域において展開されていたアステルPHS事業のサービスブランド名。「アステル北陸」

- かつて北陸地域においてPHS事業を行っていた電気通信事業者。「株式会社アステル北陸」

本稿ではかつて北陸地域においてアステルブランドを用い展開されていたPHS事業、またそれに付随する事業を詳述。

## 業務地域
- 富山県、石川県、福井県

## 年表
- 1995年4月5日 - 株式会社アステル北陸設立。
- 1996年6月30日 - アステル北陸サービス開始。
- 2001年12月1日 - 株式会社アステル北陸から北陸通信ネットワーク(HTNet)へPHS事業が譲渡される。
- 2003年11月30日 - アステル北陸サービスの新規受付を終了。
- 2004年5月26日 - アステル北陸サービスを終了。全国で3社目の撤退。

## 通信端末
詳細はアステル内の通信端末を参照のこと。

## アステル北陸独自のサービス
2000年5月1日にモバイルデータ通信定額制「ねっとホーダイ」を開始。